# 誡命書
《誡命書》（英語：Book of Commandments）是小斯密約瑟宣稱從神來的啟示的最早一本集錄，是後期聖徒運動早期的罕見文獻，還沒有印完之前印刷廠就被暴徒摧毀了。本書的內容後來都收錄在《教義和聖約》中。

## 歷史
《誡命書》是後期聖徒運動的領袖小斯密約瑟早期啟示的紀錄。他於1831年11月聚集了給高級祭司議會的數個啟示。這個10個人組成的議會投票通過印刷10000份，但實際印刷的數字減少到3000到5000份之間。
威廉·斐普（William W. Phelps）在美國密蘇里州獨立城開設印刷廠出版這本書。威廉·斐普也是摩門教歷史上早期刊物《夜與晨星》期刊從1831年9月到1833年7月的編輯。許多收錄於《誡命書》的啟示先前也由威廉·斐普刊登於該報。

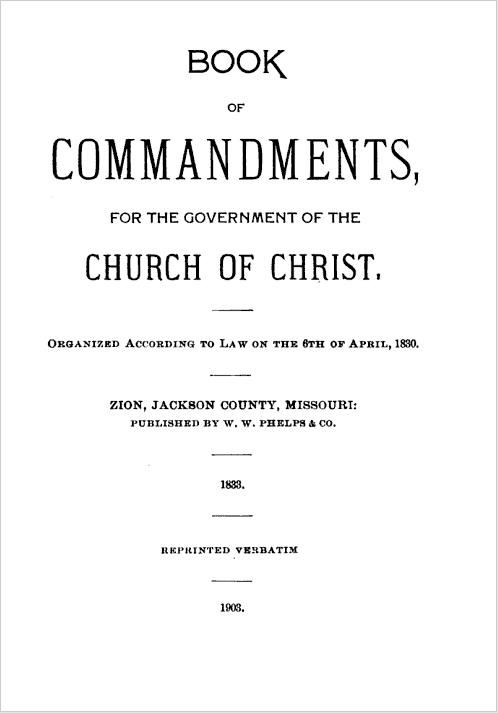
1903年的再版本

《誡命書》原始的標題全名是《Book of Commandments, for the government of the Church of Christ, organized according to the law on the 6th of April, 1830. / ZION: published by W. W. Phelps & co. / 1833.（誡命書，給在1830年4月6日根據法律組成的基督的教會的行政／錫安，W. W. Phelps & co.出版／1833年）》
1833年7月20日，一群反摩門教和支持奴隸制度的暴徒攻擊摧毀了印刷廠。這群宣稱被摩門教徒的政治勢力威脅的暴徒對威廉·斐普在《夜與晨星》上的傾向廢除奴隸制的編輯社論所激怒，在一個小時之內攻破威廉·斐普的家和公司的大門，並放火焚燒。在這個時候《誡命書》中約有65個啟示（大約三分之二）已經印刷完成，總共約160頁。大多數的頁面還沒有被裁切裝訂成冊就被燒毀。但是在鄰居的幫助之下挽救了將近100份。
《誡命書》只有少於30份已知的殘存本存留至今，包括數個未完成的版本。由於它的罕有，有好幾本已經永久性地收藏起來，這使得還在市面流傳的存本更顯珍貴。舉例來說，耶穌基督後期聖徒教會和基督社區都有數個存本，還有猶他大學Marriott圖書館以及紐約州公立圖書館各擁有一本。在古書拍賣會中，本書起拍價通常超過10萬美元。2001年，一本殘本以20萬美元賣出，一個完整的存本則可能賣出兩倍以上價格。相形之下，1830年第一版的《摩爾門經》拍賣價約僅5萬美元。

## 《誡命書》內容
所有包含在《誡命書》內的啟示後來都於1835年收錄在另外一部摩門教經典－《教義和聖約》。
在《夜與晨星》出版的啟示內容和在《誡命書》出版的內容略有不同，但是這些更動都是很表面地更動，主要是在印刷排字方面。在《誡命書》和後來的《教義和聖約》裡面內容更動的部分則較具有爭議性。雖然說大部分仍然是很表面的拼寫和文法上面的更正或著是寫出將當事人的全名，但是有些更動算是相當大的改動。舉例來說，耶穌基督後期聖徒教會現行版本的《教義和聖約》第27章提及斯密約瑟被以來加 Elijah 和以利亞 Elias、使徒彼得、使徒雅各、使徒約翰、和天使長米迦勒以及其他人拜訪並且使徒彼得、使徒雅各和使徒約翰授與斯密約瑟聖職權柄。但是在原來的《誡命書》同樣的啟示中卻沒有提及。這一段另外起爭議的部分是，在摩門信仰中「以來加 Elijah」和「以利亞 Elias」是兩位分開來的先知，而《聖經》舊約則是同一位。較早期的《聖經》英文譯本（包括英王詹姆士欽定本）使用 Elias 這個英文譯名，這是拉丁文化的希臘文翻譯為英文後的譯名。而較後期的《聖經》英文譯本則是使用 Elijah 這個英文譯名，是希伯來文直接音譯為英文的譯名。另外，這段新增的內容也指天使長米迦勒即是眾生之父亞當，異於傳統的基督教神學。
評論者宣稱這些改變反映出斯密約瑟在教義上面的改變，但是摩門教徒則傾向解釋這些更動是為了要更加請處詳細的解釋啟示的教義。舉例來說，在《誡命書》第3篇第2節這麼說：
『……他有翻譯我命令他翻譯的那本書的恩賜，且我已經命令他不可以假裝有其他恩賜，因為我不會賜給他別的恩賜。』
這段內容提及斯密約瑟的時候是以第三人稱的方式稱呼他，但是重新編號過的《教義和聖約》的第5章第4節（耶穌基督後期聖徒教會現行版本章節編號）內容卻是：
『……這是我賜給你的第一種恩賜；我命令你直到我的目的在這方面實現時，你不可假裝有其他恩賜；因為直到此事完成時，我不會賜給你別的恩賜。』
評論指稱斯密約瑟原來只說自己肩負翻譯《摩門經》的職責。根據這個看法，他必須重寫這段內容來對他後來另行翻譯的《聖經》和宣稱自己是教會唯一的先知的行為給個合理的說法。護教學者則會回應這是對原始經文內容的誤解，也正是有這樣的誤解所以它們必須重新改寫來使意思清楚。

## 《誡命書》和《教義和聖約》篇章比較
| 1833年《誡命書》（共65章） | 1835年第一版《教義和聖約》 | 耶穌基督後期聖徒教會現行版本《教義和聖約》 | 註解 |
| 1                          | 1                          | 1                                          | |
| 2                          | 30                         | 3                                          | |
| 3                          | 31                         | 4                                          | 如同上面討論的，《教義和聖約》改寫為：『你不可假裝有其他恩賜；因為直到此事完成時，我不會賜給你別的恩賜』。並且裡面特別提到三位證人的證詞的部分被移除，可能是因為有另外八位證人被允許看金頁片。 |
| 4                          | 32                         | 5                                          | |
| 5                          | 8                          | 6                                          | 《教義和聖約》的版本預言約翰會復興福音,見《誡命書》第28章。 |
| 6                          | 33                         | 7                                          | |
| 7                          | 34                         | 8                                          | |
| 8                          | 35                         | 9                                          | |
| 9                          | 36                         | 10                                         | |
| 10                         | 37                         | 11                                         | |
| 11                         | 38                         | 12                                         | |
| 12                         | 39                         | 14                                         | |
| 13                         | 40                         | 15                                         | |
| 14                         | 41                         | 16                                         | |
| 15                         | 43                         | 18                                         | |
| 16                         | 44                         | 19                                         | |
| 17-21                      | 45                         | 23                                         | 這些短篇章的啟示每個不到四句話，每一個啟示是對斯密約瑟的同儕說的。在《教義和聖約》裡面這些啟示被合併為一篇。 |
| 22                         | 46                         | 21                                         | |
| 23                         | 47                         | 22                                         | |
| 24                         | 2                          | 20                                         | 在《教義和聖約》詳細解釋教會長老的職責和關於洗禮的細節。 |
| 25                         | 9                          | 24                                         | |
| 26                         | 48                         | 25                                         | |
| 27                         | 49                         | 26                                         | |
| 28                         | 50                         | 27                                         | 在《教義和聖約》這篇裡面有超過半篇以上是新增的內容。《教義和聖約》包括了新的段落記述斯密約瑟被以來加 Elijah 和以利亞 Elias（在摩門信仰裡面以來加和以利亞是兩位分開來的先知）、使徒彼得、使徒雅各、使徒約翰、天使長米迦勒（在摩門信仰裡面也是人類始祖亞當）以及其他人拜訪。這一章是《誡命書》和《教義和聖約》中差異最大，也是最具爭議性的更動。 |
| 29                         | 10                         | 29                                         | |
| 30                         | 51                         | 28                                         | |
| 31-33                      | 52                         | 30                                         | 給 David Whitmer（惠特茂大衛）、Peter Whitmer, Jr. （小惠特茂彼得）和 John Whitmer （惠特茂約翰）的三篇啟示被並到《教義和聖約》中的一章裡面。這些是主要關於傳教給「拉曼人」的啟示。 |
| 34                         | 53                         | 31                                         | |
| 35                         | 55                         | 33                                         | |
| 36                         | 56                         | 34                                         | |
| 37                         | 11                         | 35                                         | |
| 38                         | 57                         | 36                                         | |
| 39                         | 58                         | 37                                         | |
| 40                         | 12                         | 38                                         | |
| 41                         | 59                         | 39                                         | |
| 42                         | 60                         | 40                                         | |
| 43                         | 61                         | 41                                         | |
| 44                         | 13                         | 42                                         | 這章後來和《誡命書》第47章合併為《教義和聖約》裡面的一章。 |
| 45                         | 14                         | 43                                         | |
| 46                         | 62                         | 44                                         | |
| 47                         | 13                         | 42                                         | 這章後來和《誡命書》第44章合併為《教義和聖約》裡面的一章。 |
| 48                         | 15                         | 45                                         | |
| 49                         | 16                         | 46                                         | |
| 50                         | 63                         | 47                                         | |
| 51                         | 64                         | 48                                         | |
| 52                         | 65                         | 49                                         | |
| 53                         | 17                         | 50                                         | |
| 54                         | 66                         | 52                                         | |
| 55                         | 66                         | 53                                         | 1835年版本的《教義和聖約》不小心把兩章都編為第66章。所以《教義和聖約》應該章節編號應該編到103而非102。 |
| 56                         | 67                         | 54                                         | |
| 57                         | 68                         | 55                                         | |
| 58                         | 69                         | 56                                         | |
| 59                         | 18                         | 58                                         | |
| 60                         | 19                         | 59                                         | |
| 61                         | 70                         | 60                                         | |
| 62                         | 71                         | 61                                         | |
| 63                         | 72                         | 62                                         | |
| 64                         | 20                         | 63                                         | |
| 65                         | 21                         | 64                                         | |

## 註腳
1. ↑  原文：...and he has a gift to translate the book and I have commanded him that he shall pretend to no other gift, for I will grant him no other gift.
2. ↑  原文：...and this is the first gift that I bestowed upon you; and I have commanded that you should pretend to no other gift until my purpose is fulfilled in this; for I will grant unto you no other gift until it is finished.